# Watukelir
Watukelir is een bestuurslaag in het regentschap Kebumen van de provincie Midden-Java, Indonesië. Watukelir telt 2203 inwoners (volkstelling 2010).